# Droga wojewódzka nr 560
Droga wojewódzka nr 560 (DW560) – droga wojewódzka przebiegająca w kierunku północ-południe, przez województwa kujawsko-pomorskie i mazowieckie, łącząca Brodnicę (DK15) z Bielskiem (DK60).

## Historia numeracji
Na przestrzeni lat trasa posiadała różne oznaczenia i klasyfikacje:
| Źródła kartograficzne |
| --- |
| Mapa samochodowa Polski 1:1 000 , wyd. jedenaste, Warszawa: Państwowe Przedsiębiorstwo Wydawnictw Kartograficznych, 1972. Brak numerów stron w książce Mapa samochodowa Polski 1:1 000 , wyd. trzecie, Warszawa: Państwowe Przedsiębiorstwo Wydawnictw Kartograficznych, 1975. Brak numerów stron w książce Samochodowy atlas Polski 1:500 000. Wyd. V. Warszawa: Państwowe Przedsiębiorstwo Wydawnictw Kartograficznych, 1979. ISBN 83-7000-017-7. Brak numerów stron w książce Samochodowy atlas Polski 1:500 000. Wyd. VI. Warszawa: Państwowe Przedsiębiorstwo Wydawnictw Kartograficznych, 1980. Brak numerów stron w książce |

| Źródła kartograficzne |
| --- |
| Polska: Atlas samochodowy 1:300 000. Wyd. pierwsze. Warszawa/Wrocław: Polskie Przedsiębiorstwo Wydawnictw Kartograficznych, 1992. ISBN 83-7000-080-0. Brak numerów stron w książce Polska: Mapa samochodowa 1:700 000, wyd. 1, Szczecin: Wydawnictwo Kartograficzne KOMPAS, 1996–1997, ISBN 83-904373-2-5. Brak numerów stron w książce Polska: Mapa samochodowa 1:700 000, wyd. II Zmienione i poprawione, Szczecin: Wydawnictwo Kartograficzne KOMPAS, 1997–1998, ISBN 83-904373-3-3. Brak numerów stron w książce |

| Źródła kartograficzne |
| --- |
| Polska: autoatlas 1:300 000, Autoatlas opracowano dla potrzeb Polskiego Koncernu Naftowego ORLEN Spółka Akcyjna, Warszawa: ABW Sp. z o.o., 2001, ISBN 83-915542-0-1. Brak numerów stron w książce Polska: Mapa samochodowa 1:700 000, wyd. XXVII, Dom Wydawniczy PWN, 2016, ISBN 978-83-7705-942-5. Brak numerów stron w książce Atlas samochodowy Polski 1:200 000 dla profesjonalistów. Wyd. IX. Warszawa: Dom Wydawniczy PWN, 2017. ISBN 978-83-7705-978-4. Brak numerów stron w książce |

## Dopuszczalny nacisk na oś
Od 13 marca 2021 roku na drodze dozwolony jest ruch pojazdów o nacisku pojedynczej osi napędowej do 11,5 tony, z wyjątkiem miejsc oznaczonych znakiem zakazu B-19.

### Do 13 marca 2021 r.
We wcześniejszych latach droga wojewódzka nr 560 była objęta ograniczeniami dopuszczalnego nacisku pojedynczej osi:
| Znak  | Dopuszczalny nacisk | Lata obowiązywania | Odcinek                   |
| ----- | ------------------- | ------------------ | ------------------------- |
| DW560 | do 10 ton           | lata 90. – 2005    | Brodnica – Rypin – Sierpc |
| DW560 | do 10 ton           | 2005–2010          | Brodnica – Rypin          |
| DW560 | do 10 ton           | 2010–2021          | Brodnica – Rypin          |
| DW560 | do 8 ton            | lata 90. – 2005    | Sierpc – Bielsk           |
| DW560 | do 8 ton            | 2005–2021          | Rypin – Sierpc – Bielsk   |

## Miejscowości leżące przy trasie DW560
- Brodnica (DK15, DW544)
- Gorczenica
- Osiek
- Strzygi
- Marianki
- Starorypin Prywatny
- Rypin (DW534, DW563)
- Urszulewo
- Karlewo
- Blizno
- Sierpc (DK10, DW541)
- Gorzewo
- Białyszewo-Towarzystwo
- Lelice
- Bonisław
- Bielsk (DK60, DW540)